# Лютий 2008
Лютий 2008 — другий місяць 2008 року, що розпочався у п'ятницю 1 лютого та закінчився у п'ятницю 29 лютого.

## Події
- 3 лютого — 2-й тур президентських виборів у Сербії.
- 5 лютого — вступ України до СОТ.
- 19 лютого:
  - Фідель Кастро подав у відставку з постів голови Держради і головнокомандуючого армією Куби.
  - Президентські вибори у Вірменії.
- 21 лютого —  оголошено список лауреатів Національної премії України імені Тараса Шевченка за 2008 рік
- 22 лютого — 33-тя церемонія вручення нагород премії «Сезар».
- 24 лютого — 80-та церемонія вручення премії «Оскар».